# 第1集団軍
第1集団軍（第1集团军）とは、中国人民解放軍陸軍の軍級部隊。甲類集団軍。南京軍区に所属する。台湾解放作戦時、北翼の主攻部隊となることが想定されている。
人民解放軍の筆頭集団軍であり、同部隊からは多数の軍高官が輩出している。また、配下部隊は、藍軍団（対抗部隊）の役割も担っている。
2017年の軍改革で東部戦区陸軍の第72集団軍に改変された。

## 歴史
第1集団軍の前身は、賀龍が創設した工農紅軍第2軍団である。長征に参加。1960年代に上演された歌劇「洪胡赤衛隊」は、同部隊の長征を題材したものである。日中戦争中、八路軍第120師第358旅に改編され、晋綏辺区を創設した。旅長には盧冬生（後に張宗遜）、政治委員には李井泉が任命された。
国共内戦中、彭徳懐の西北野戦軍第1縦隊に改編され、張宗遜（後に賀炳炎）が軍長に、廖漢生が政治委員に任命された。第1縦隊は、黄河を渡り、陝北防衛戦に参加した。沙家店戦役中、第358旅第714団第6連（現第1師第1団第6連）は僅か13人で任務を完遂し、中国共産党中央軍事委員会から「硬骨頭六連」の称号を与えられた。1949年、第1軍に改編され、青海を解放した。
中華人民共和国建国後、青海省軍区を兼任し、掃討作戦に従事した。1952年、第3軍と統合され、黄新廷将軍が軍長に任命された。編成完結後、朝鮮戦争に参加した。
停戦後も、5年間北朝鮮に駐屯し、1958年に帰国した。帰国後、開封に駐屯。文化大革命中、南京軍区の第20軍が地方の派閥闘争に巻き込まれ、当地の情勢が不穏となったため、1970年代に第20軍と担当地域が交換され、杭州に移った。
1980年代末、第1軍は甲類集団軍に改編された。

## 編制
軍部（司令部）は、浙江省湖州にあるとされている。
- 第1機械化師団（73021部隊）（浙江省杭州）
- 第9砲兵師団（73031部隊） - 旅団？
- 第3自動化歩兵旅団（浙江省金華）
- 第10装甲旅団（江蘇省蘇州） - 元第10装甲師団（73041部隊）
- 防空旅団（73056部隊）
- 砲兵旅団（江蘇省無錫）
- 藍軍部隊 - 連隊級の演習対抗部隊

## 歴代軍長
| 職名 | 氏名   | 階級 | 在任期間 | 出身校 | 前職             |
| ---- | ------ | ---- | -------- | ------ | ---------------- |
| 軍長 | 黄新廷 |      |          |        |                  |
| 軍長 | 李増林 | 少将 |          |        | 江蘇省軍区司令員 |

| 職名     | 氏名   | 階級 | 在任期間 | 出身校 | 前職 |
| -------- | ------ | ---- | -------- | ------ | ---- |
| 政治委員 | 劉暁榕 | 少将 |          |        |      |